# Newcastles sexdagars
Newcastles sexdagars var ett australiskt sexdagarslopp i bancykling som avhölls vid tre tillfällen i Newcastle.

## Podieplaceringar
| År             | Vinnare                                    | Tvåa                                  | Trea                                   |
| 1961 okt./nov. | Sidney Patterson John Tressider Bob Jobson | John Douglas Ronald Grenda Fred Roche | Jim Jones Ronald Murray Keith Reynolds |
| 1962 okt.      | Sidney Patterson John Tressider            | Lou Bennett Robert Ryan               | Ernest Corney Keith Reynolds           |
| 1963-75        | ej avhållet                                |                                       |                                        |
| 1976           | Dave Allan Phil Sawyer                     | Keith Oliver Bob Whetters             | John Trevorrow Laurie Venn             |